# Jägerhof (Dresden)

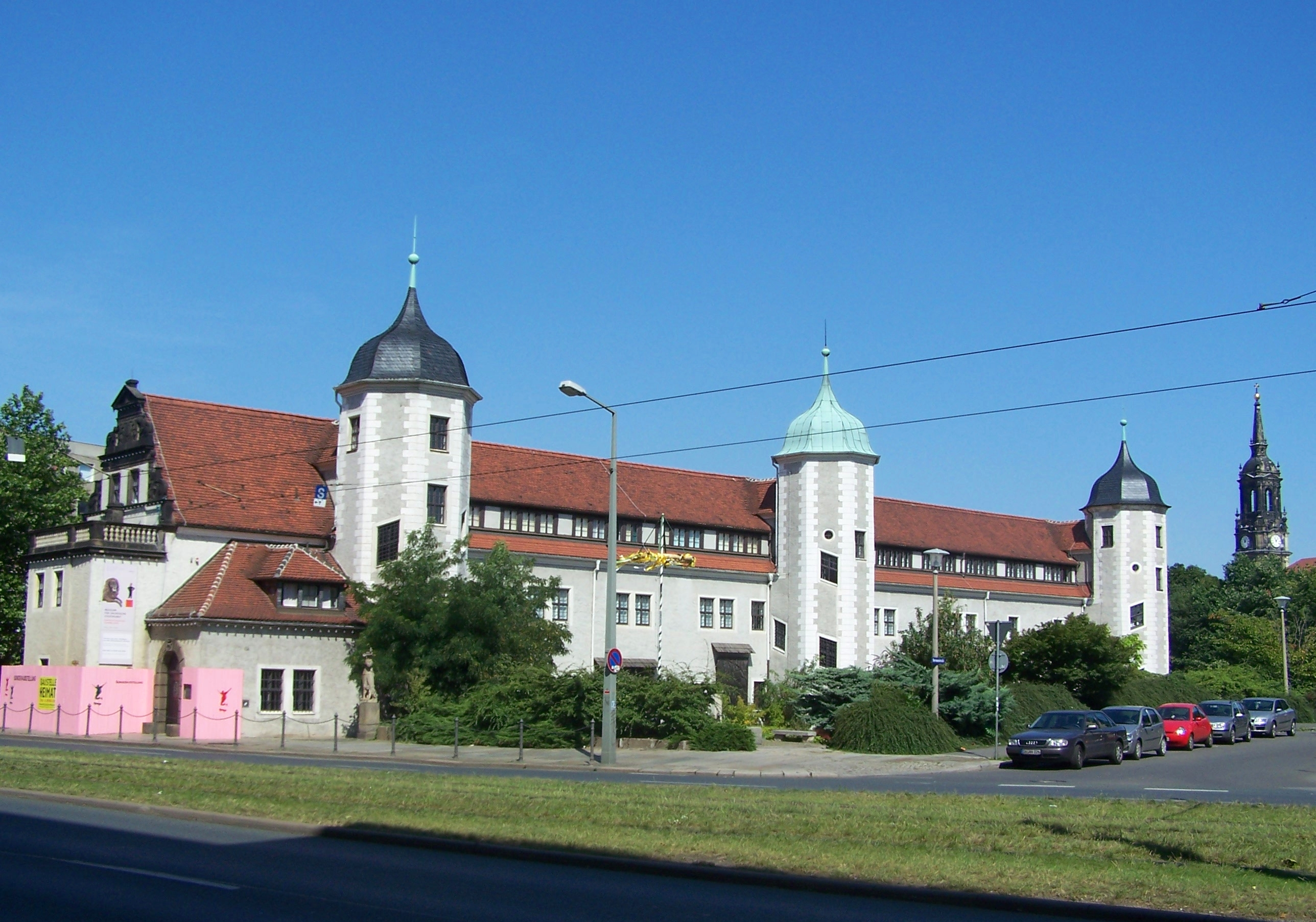
Der Jägerhof in der Inneren Neustadt von Dresden

Der Jägerhof ist ein Gebäude in Dresden und das älteste Baudenkmal der Dresdner Neustadt. Er befindet sich östlich des Neustädter Marktes an der Köpckestraße. 
Das Gebäude ist im 16. Jahrhundert im Stil der Renaissance erbaut worden. Es bestand ursprünglich aus vier Flügeln, von denen nur der Westflügel verblieben ist. Der Jägerhof beherbergt heute das Museum für Sächsische Volkskunst. Seit 2005 ist auch die Puppentheatersammlung im Obergeschoss des Gebäudes untergebracht.

## Geschichte

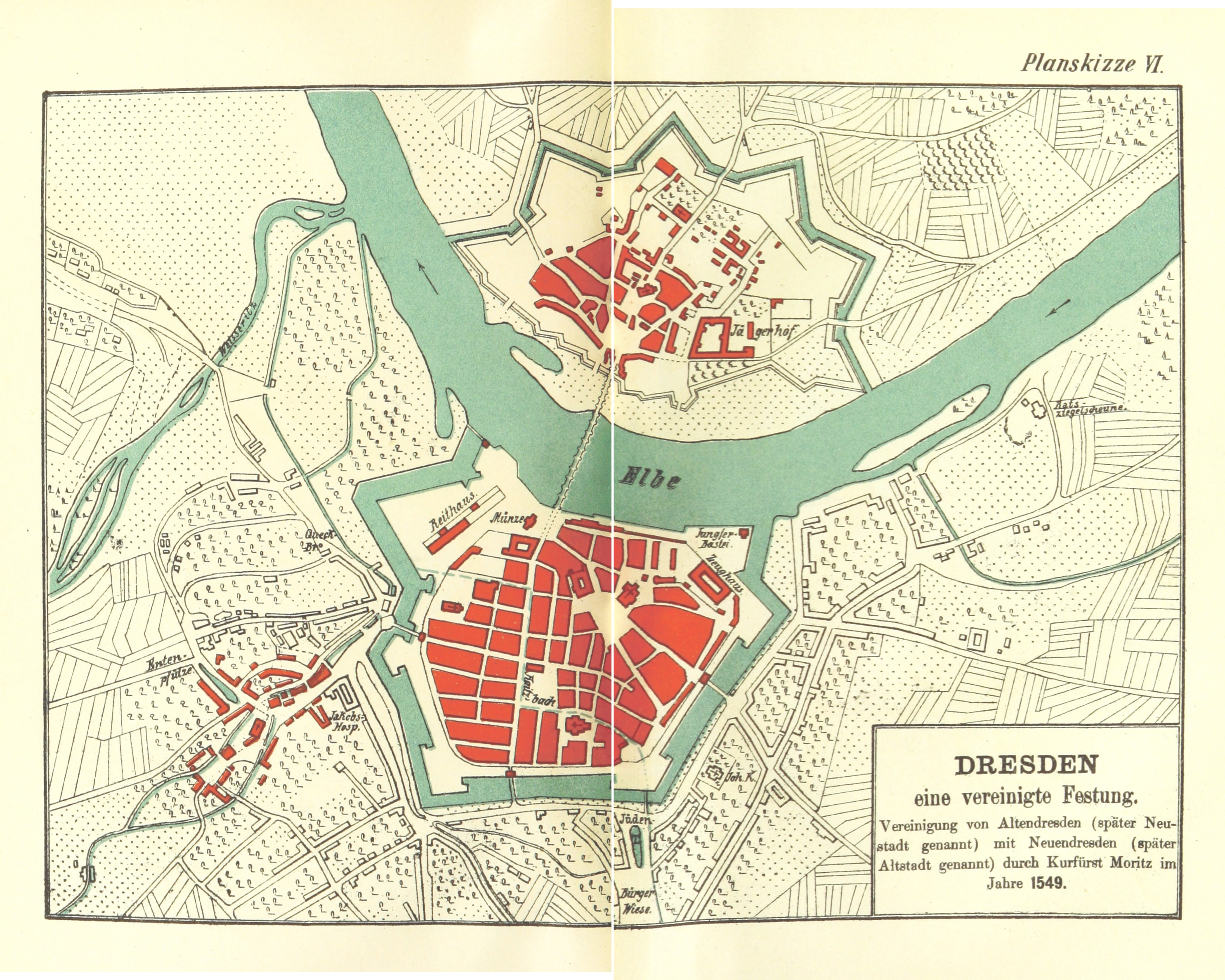
Karte mit dem Jägerhof in Altendresden

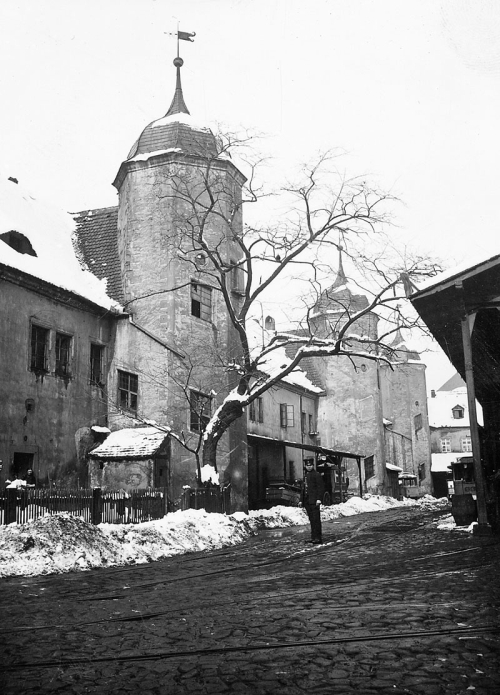
Der Jägerhof im Jahr 1901 vor dem Umbau

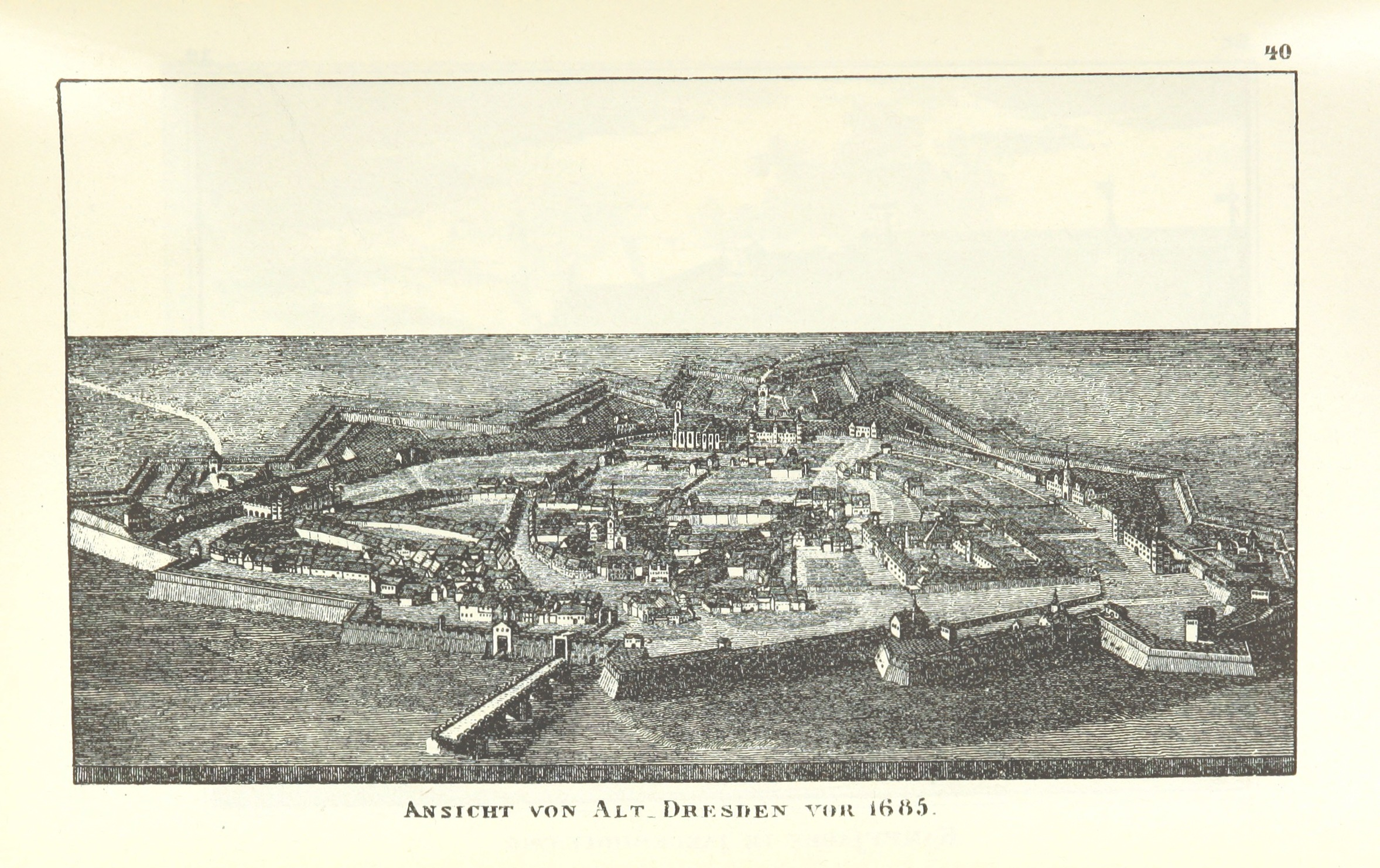
Ansicht von Altendresden vor 1685 mit dem Jägerhof (rechts)

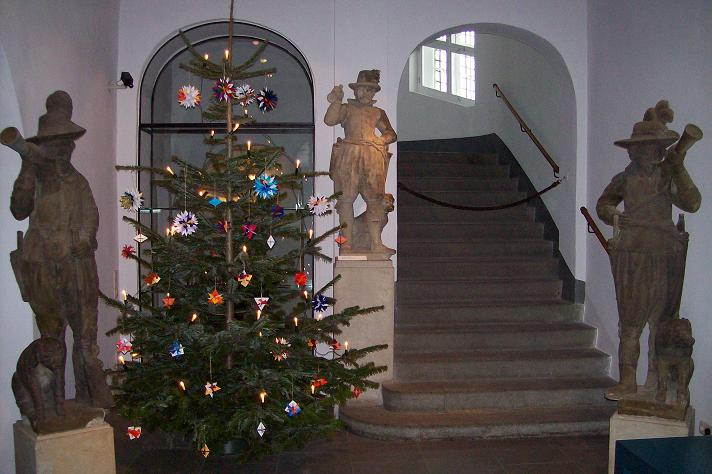
Jägerfiguren aus Sandstein vom ursprünglichen Fassadenschmuck im Foyer

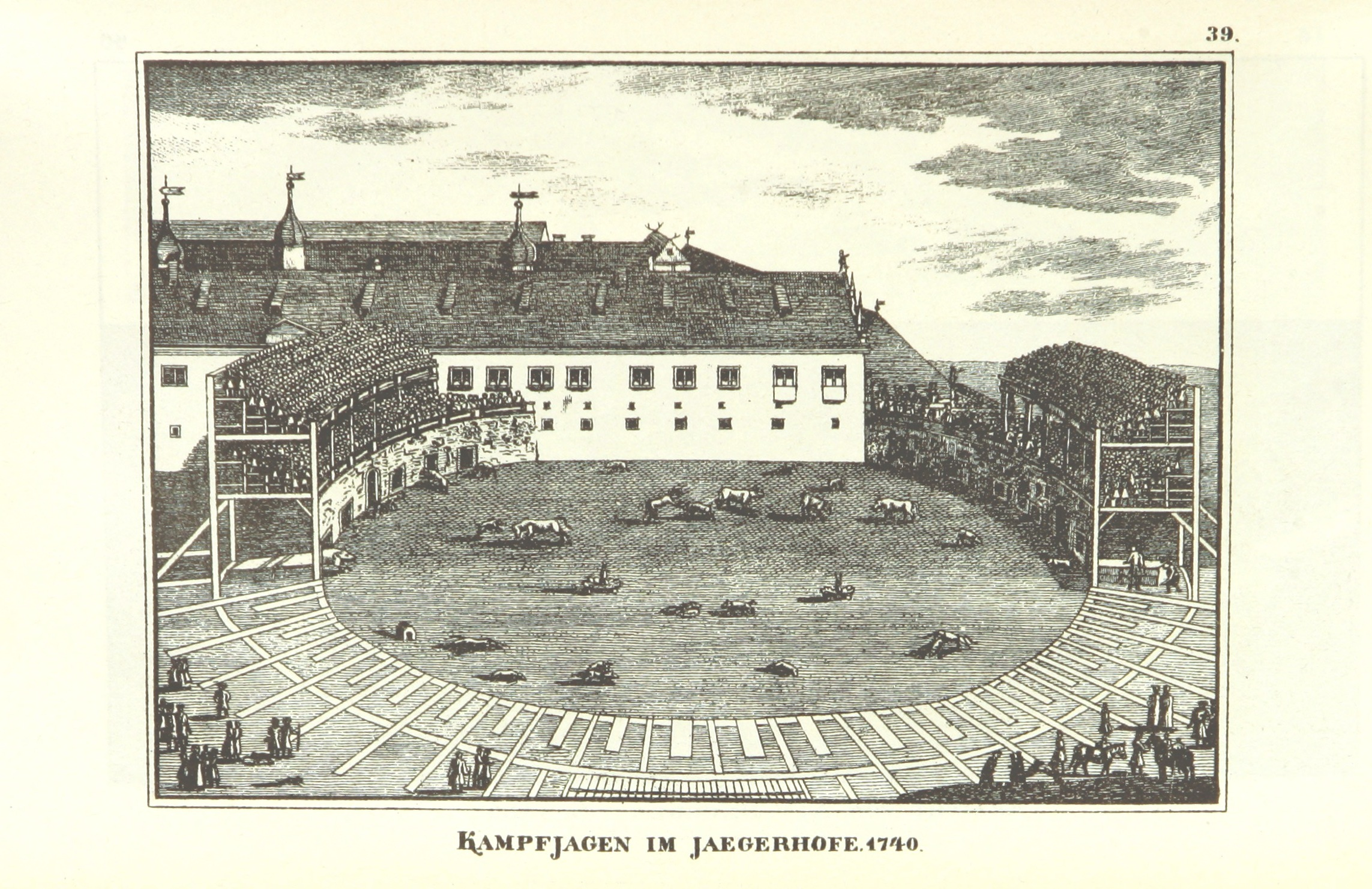
Kampfjagen im Jägerhof 1740

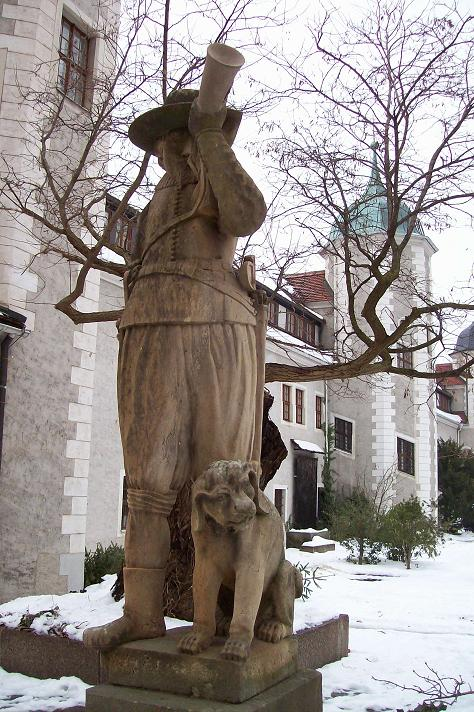
Kopie einer Jägerfigur aus Sandstein vor dem Gebäude

Bärengarten am Jägerhof, im Hintergrund das Neustädter Rathaus

An der Stelle, an der sich heute der Jägerhof befindet, stand vorher das Dresdner Augustinerkloster. Dieses wurde im Jahr 1539 nach dem Einzug der Reformation aufgelöst und bis 1546 abgetragen. Kurfürst August von Sachsen ließ ab 1569 den vierflügeligen Jägerhof im Stil der Sächsischen Renaissance erbauen. Bis zum Jahr 1617 wurde noch ein neues Obergeschoss angefügt, womit die Erbauung abgeschlossen war. Im Obergeschoss befand sich der Jägersaal, der mit seinen Gemälden und Skulpturen zur Repräsentation des kurfürstlichen Hofes diente. Zu dieser Zeit erhielt der südliche Giebel seine charakteristische Form im Stil der Spätrenaissance. 1654 lebten im Jägerhof 40 Bären.
Von 1830 bis 1877 diente der Jägerhof dem sächsischen Militär als Kavalleriekaserne. Mit Fertigstellung der Albertstadtkasernen wurden die Truppenteile Stück für Stück dorthin umstationiert. Ein von 1881 dort errichteter Straßenbahnhof wurde 1897 nach Mickten umgesetzt und dessen Areal noch bis 1901 als Freiabstellfläche genutzt.
Zwischenzeitlich wurden Teile des Gebäudes abgerissen und nur noch der Westflügel blieb bestehen, der unter der Leitung von Carl Adolph Canzler und Bernhard Hempel umgebaut wurde. In ihm betrieb man beispielsweise eine Werkstatt, ein Lager und zwischenzeitlich ein Armenhaus.
Oskar Seyffert hat den Jägerhof vor dem Abriss bewahrt, da er zwischen 1911 und 1913 umfangreiche Sanierungsarbeiten durchführen ließ, um das Museum für Sächsische Volkskunst darin einzurichten – ursprünglich unter dem Namen Landesmuseum für Sächsische Volkskunst.
Nach den Luftangriffen auf Dresden im Februar 1945 brannten die beiden oberen Stockwerke des Gebäudes aus. Nur das Erdgeschoss mit seinem schlichten Kreuzgratgewölbe konnte im Original gerettet werden, die anderen Gebäudeteile wurden später rekonstruiert. Bereits im Dezember 1945 fand in den notdürftig hergerichteten Räumen wieder eine erste Weihnachtsausstellung statt. Das Volkskunstmuseum wurde im Jahr 1950 wiedereröffnet.

## Plastische Gestaltung
Das Gebäude ist im Stil der Renaissance erbaut worden. Die typische Architektur verdeutlicht sich durch die Voluten am Giebel und die drei polygonal gebrochenen Treppentürme mit geschweiften Hauben.
Vor dem Gebäude steht auf einem Sockel eine Jägerfigur mit einem Hund aus Sandstein. Dabei handelt es sich um eine Kopie von Hans Thiele (1919–2013), angefertigt 1979 bis 1983, die im Januar 2013 vom Sockel gestoßen, von der Dresdner Zwingerbauhütte erneuert und im Mai 2013 wieder aufgestellt wurde. Die Originalplastiken, ursprünglich auf dem Sandsteingeländer vor bzw. auf dem Südgiebel des Gebäudes und etwa 1900 bis 1952 am Jagdschloss Grillenburg aufgestellt, sind heute im Museumsfoyer im Gebäude beziehungsweise im Treppenhaus vom Museum für Jagdtier- und Vogelkunde im Jagdschloss Augustusburg zu sehen. Sie wurden um 1645 von Conrad Buchau († 1657) oder schon um 1602 von Christoph Walther IV (um 1572–1626) bzw. nach anderen Angaben um 1620 geschaffen.
Zwischen Jägerhof und dem Wohnblock am Neustädter Markt befindet sich der Blütenbaum von Eva Peschel. Dieser 1979 gefertigte Keramikbrunnen besteht aus einem 4,7 Meter breiten und 35 Zentimeter hohen Brunnenbecken und einem ungefähr drei Meter hohen Stamm. An dem Stamm mit einem Durchmesser von 80 Zentimeter sind die Blütenrosetten in drei Ebenen angeordnet. Auf der anderen Seite des Jägerhofs befindet sich ein Volkskunstbrunnen, der 1980 wiedererrichtet wurde. Die Sandsteinsäule, die als Wassereinlauf dient, ist 215 Zentimeter hoch. Das 74 Zentimeter hohe Becken hat eine Grundfläche von 193 mal 193 Zentimeter.